# 単一光子放射断層撮影
単一光子放射断層撮影（たんいつこうしほうしゃだんそうさつえい、英: Single photon emission computed tomography）とは、画像診断法の一つ。英語名称を略してSPECT（スペクト）と呼ばれるのが一般的。シンチグラフィの応用で、体内に投与した放射性同位体から放出されるガンマ線を検出し、その分布を断層画像にしたものである。
放射性ガリウムイオンなど単純な水溶性放射性元素がマーカーとして用いられることもあるが、最も一般的には、特定の組織と化学的に結合する化合物（リガンド）にマーカー放射性同位体が組み込まれた、放射性リガンドが用いられる。このリガンドと放射性同位体の融合からなる放射性リガンドが、体内の観察したい部位でどのような濃度分布を示すかをガンマカメラで捕らえる。
PETと同じく、生体の機能を観察することを目的に使われ、脳血管障害、心臓病、癌の早期発見に有効とされる。投与直前にサイクロトロンなどで放射性同位体を製造する必要があるPETとは異なり、安価で取り扱いが容易な一般の放射性同位体を使用することができる。一方で、ガンマ線（光子）が2個放出されるPETに比べて感度が悪く、画像が不鮮明になる傾向があり、改良が進められている。

## 原理
3次元構造から2次元画像を得るX線撮影と同様の原理で、ガンマ線検出器を用いて平面画像を得る。SPECT画像処理は複数の角度から撮影された、複数の2次元画像（投影画像）を元に行われる。コンピュータによりトモグラフィー再構成アルゴリズムに従って、投影画像を処理して3次元のデータセットを構築する。このデータセットを操作することで任意の角度で被験者の体をスライスした画像を表示する。この手法はMRI、X線CT、PETその他の断層撮影法と同様である。
SPECTは、放射性トレーサを用いガンマ線を検出する点でPETと同様である。しかし、PETでは放射性同位体のベータ崩壊から生じた陽電子と、数ミリメータの距離にある近傍の電子との対消滅により反対方向に放出される1対の光子（ガンマ線）を検出するのに対して、SPECTでは放射性同位体から生成したガンマ線を直接計測する違いがある。PETスキャナーは同時計数によってより多くのガンマ線発生の位置情報を得るため、SPECT（1cm）よりも分解能が高い。一方、SPECT検査は長寿命で入手しやすい放射性同位体を使用するため、PET検査よりも明らかに安価である。
SPECTの測定は平面ガンマ線撮影と良く似ているので、同じ放射性医薬品が使用できる。つまり、他の放射線診断を行って結果が不明瞭だった場合に患者をすぐにSPECTの施設へ移動するか、あるいは単に撮影装置をSPECT用に組み換えることで、患者を検査台から移動すること無くSPECT検査が行うことが可能である。
SPECTではガンマ線検出器が患者の周囲を回るように移動しながら測定が行われる。検出器が円を描きながら移動し、一定の間隔（通常検出器が3〜6度移動する毎）で画像が撮影される。ほとんどの場合、最適な再構成画像を得るために1周（360度）のスキャンが行われる。測定時間は各位置で15〜20秒、360度スキャン全体で15~20分程度が一般的である。ガンマ線検出器を複数搭載した機器では測定時間を短縮できる。例えば、2台の検出器が180度に相対して配置された装置では同時に2点の撮影ができるため、装置全体が半周することで全周の撮影が終了する。さらに3台の検出器がそれぞれ120度の位置に配置された機種もある。

## 脳3次元SPECTと神経精神医学
ほとんどのSPECT解析装置は様々な形式で2次元スライス画像を描出できる。さらにスライス画像から大脳皮質表面の3次元画像が再構成できる。SPECTで神経活動の減少に関連付けられる血流量の減少が観測されると、大脳皮質表面に穴や欠損があることがわかる。また、3次元格子中に脳内部の状態を表現することも可能である。カリフォルニア州の外科医ダニエル・エイメン (Daniel Amen)は、脳内部の活動が平均的な部位は青、活発な部位は赤、さらに活発な部位は白と色付けをして、3次元SPECTを治療に応用している。脳機能イメージングを神経精神医学的診断に応用する報告もされている。

## 応用
腫瘍、甲状腺、骨の撮影、標識白血球による炎症巣の画像化など3次元画像診断が有効な場面で、SPECTは他のガンマ線撮影結果を補う。また、SPECTの3次元位置情報は正確なので、動脈や脳などの器官の局所的な機能を画像化できる。
平面画像撮影における心電図同期マルチゲート法をSPECTに応用して心拍同期心筋SPECTが測定できる。心電図と撮影を同期させることで、心臓のサイクルに合わせた各部位の状態がわかる。心筋SPECTからは心筋血流、心筋の厚さ、心臓周期の各段階での心筋の伸縮性に関する情報が得られ、左心室駆出分画率（（拡張末期左室容積-収縮末期左室容積）/拡張末期左室容積で計算される心機能の指標）、1回拍出量、および心拍出量（1分間に心臓から拍出される血液量）が算出できる。

### 心筋血流イメージング
心筋血流イメージング（英: Myocardial perfusion imaging, MPI）は虚血性心疾患を診断するために心機能の動態画像を得る技術であり、負荷のかかった条件下では疾患のある心筋は正常な心筋よりも血流量が低下するという原理を応用した、心臓ストレス検査の一種である。心臓検査に特化した放射性医薬（99mTc-テトロホスミン（マイオビュー、日本メジフィジックス）、99mTc-セスタミビ（カーディオライト、富士フイルムRIファーマ））がトレーサとして用いられる。トレーサを導入した後、アデノシン、ドブタミン、ジピリダモール（アミノフィリンがジピリダモールの作用抑制に使われる）の投与や運動により心臓に負荷を与えて心拍数を上昇させる。放射性薬品が負荷により心筋の各所に異なる血流量で行き渡ったところで、SPECT撮影が行われる。ストレス下で得られた画像と安静時での画像を比較して診断する。放射性核種は血流によりゆっくりと拡散して消失するので、両方の状態の測定を同日に行うことは稀であり、通常1〜7日後に2度目の撮影を行う（ただし、201Tlとジピリダモールを用いた測定では負荷測定の2時間後に安静時の撮影を行うことができる）。しかし、ストレス下での画像が正常ならば、安静時も正常になることは自明なので2度目の来院検査は必要ない。その理由から通常ストレス下撮影を最初に行う。MPI検査の正確さは約83%（感度：85%、特異度：72%）である。これは虚血性心疾患を診断するための他の非侵襲的検査と同等かそれ以上の数値である。

### 脳機能イメージング
一般に脳機能イメージングでは99mテクネチウムエキサメタジム（99mTc-HMPAO、99mTc-ヘキサメチルプロピレンアミンオキシム）がガンマ線放射トレーサとして使用される。99mTcは準安定な核異性体でありガンマ線を放出する。99mTcがHMPAOと結合してキレート化合物99mTc-HMPAOとなると、血流に乗って脳組織に吸収される。吸収量は脳血流量に比例するため、ガンマ線量の測定により脳血流量を見積もることができる。脳血流は脳各部の局所的な代謝やエネルギー消費と密接に関連することから、99mTc-HMPAOトレーサは（99mTc-エチレンジシステインと同様に）脳の局所的代謝を評価するために用いられる。認知症研究における異なる症例の比較と診断が試みられている。複数の研究のメタ分析によると、99mTc-HMPAOによるSPECT検査のアルツハイマー病に対する感度は約74%である（知能検査などの臨床検査の感度は81%）。近年の報告ではSPECTによるアルツハイマー病診断の正確さは88%とされている。別のメタ分析によると、アルツハイマー病と脳血管性認知症の識別力においてはSPECT（正確度91%）は臨床検査（同70%）よりも優れていると報告されている。これは脳の局所的な代謝活動を画像化するSPECTの特性によるものである。多発性脳梗塞では皮質の代謝活動がまばらに失われるのに対し、アルツハイマー病 では後頭部以外の皮質の機能が均一または滑らかに失われるため、SPECTで明確に両者を識別できる。99mTc-HMPAOを用いたSPEC検査と競合するのは、フルオロデオキシグルコース（FDG）を用いたPETによる脳画像診断である。PETの場合、グルコースの代謝から脳各部の状態を評価するが、局所的な脳の障害に関してはSPECTと非常に良く似た情報が得ら れる。しかし、SPECTは長寿命の扱いやすい放射性物質からトレーサを作れるという技術的理由と、トレーサを作るためのコストや撮影装置の価格も SPECTの方がかなり安価であるという経済的理由から、PETよりもSPECTの方が圧倒的に広く使われている。99mTcは比較的容易にテクネチウム-99mジェネレータで製造することができ、病院や検査センターに週ごとに配送され更新される。一方で、FDGを用いるPETでは、FDG合成のための高価な医療用サイクロトロンと隣接するホット・ラボ（放射性医薬品製造用の自動化された化学実験室）が必要で、なおかつ18Fの半減期が110分と短いため、直接かつ迅速に合成室から検査室にFDGを運ばなければならない。
また、ダニエル・エイメンによれば、うつ病、双極性障害、ADHDなども脳機能イメージングで判断でき、今後の進展が期待されている。
精神疾患を脳機能イメージングで診断できることは抑うつ状態時の病気の診断や、高齢者のうつ病と認知症の区別に役立つ。
日本においては、精神科と脳神経内科、脳神経外科の区分と、保険制度のためこのような診療が行われることは少ない。
また、ダニエル・エイメンは米国でエイメンクリニックのラーニングコースを設けている。

## 画像再構成
通常再構成された画像の解像度は64×64もしくは128×128ピクセル（ピクセルサイズ3-6mm）である。ほぼ横幅と同じ枚数の画像を撮影する。一般に再構成された画像は平面画像よりもノイズが多く、アーティファクトの影響を受けやすい。スキャンは時間のかかる工程であり、その間患者は動いてはいけない。再構成の際に動きを補正する技術があるが体の動きによる画質の低下は免れない。不均一な放射性トレーサの分布もアーティファクトの原因となる。膀胱のような極度に活動が活発な部位では画像に縞模様（ストリーク）が現れたり周辺部の活動が不明瞭になることがある。これはフィルター逆投影法による再構成アルゴリズムの限界によるものである。替わってよりアーティファクトの影響を受けにくく、減衰と深度に依存するぼけが正確に表現される反復再構成アルゴリズムが伸びつつある。
患者の体内でのガンマ線の減衰があるため、深部組織の活動状態は表面組織よりも過小評価されがちになる。組織の位置を基にした大まかな補正は可能であるが、最適な補正をするには減衰率を測定する必要がある。近年のSPECT装置はX線CT機能を搭載したものがあり、X線CTの画像は組織の減衰を示す図であることから、両者を組み合わせることで減衰に対して正確に補正されたSPECT画像が得られる。またSPECT・CT装置は精密なCT画像レジストレーションが可能で、より多くの解剖学的情報が得られる。

## SPECT測定の一般的プロトコル
| 部位   | 放射性同位体 | 放射エネルギー（keV） | 半減期 | 放射性トレーサー             | 放射能量（MBq） | 回転角度（度） | 撮影枚数 | 分解能  | 撮影時間（秒） |
| ------ | ------------ | --------------------- | ------ | ---------------------------- | --------------- | -------------- | -------- | ------- | -------------- |
| 骨     | 99mTc        | 140                   | 6時間  | リン酸塩 / ビスホスホン酸塩  | 800             | 360            | 120      | 128x128 | 30             |
| 心筋   | 99mTc        | 140                   | 6時間  | テトロホスミン、セスタミビ   | 700             | 180            | 60       | 64x64   | 25             |
| 脳     | 99mTc        | 140                   | 6時間  | HMPAO、エチレンジシステイン  | 555-1110        | 360            | 64       | 128x128 | 30             |
| 腫瘍   | 123I         | 159                   | 13時間 | メタヨードベンジルグアニジン | 400             | 360            | 60       | 64x64   | 30             |
| 白血球 | 111In、99mTc | 171&245               | 67時間 | in vitro標識白血球           | 18              | 360            | 60       | 64 x 64 | 30             |